# Daboecia azorica
Daboecia azorica endémica das ilhas dos Açores onde também é conhecida pelo nome de Queiró. Surge em todas as ilhas açorianas excepto nas ilhas Graciosa, Corvo e na ilha de Santa Maria. É um género botânico pertencente à família Ericaceae.
Esta espécie encontra-se protegida pela Convenção de Berna e pela Directiva Habitats.